# Садиба Палласа
Садиба П. С. Палласа — заміського типу кримськотатарська садиба XVIII століття, в Київському районі міста Сімферополь, знаходиться на лівому березі річки Салгир в межах міської забудови на території парку «Салгірка». Відома за ім'ям свого власника на початку XIX століття Петера-Симона Палласа.
Це комплекс зі старовинних одноповерхових, критих черепицею будинків, із невисокою білою вежею у східному стилі та трубами-димоходами, стилізованими під мінарети.
Пам'ятка архітектури національного значення (постанова Кабінету Міністрів України від 25 червня 2020 р. № 518, обліковий № 010043).

## Опис
Основна споруда садиби — великий кам'яний будинок — споруджений до 1788 року. Він успадкував стилістику архітектури міст Малої Азії та Південного Причорномор'я.
Одноповерховий, витягнутий у плані прямокутний об'єм, складався з трьох анфіладно розташованих кімнат та великої тераси з південно-західного боку, що займала половину будинку та була відкрита з трьох сторін. Головний північно-східний фасад не мав особливо примітних архітектурних елементів, окрім ряду вікон у неглибоких нішах, прикрашених декоративним замком, а біля двох бокових вікон — невигадливими сандриками. Дах над терасою підтримувався по кутах кам'яними стовпчиками та двома дерев'яними колонами з дуба на південно-західному фасаді. Колони були циліндричні, у верхній частині квадратні, у спеціальні пази вставлялися дерев'яні гратчасті рами. Стеля тераси та приміщень була підшивною, набрана з профільованих елементів.
Чотирьохсхилий дах був покритий яскравою жолобчастою черепицею, мав малий ухил і великий карнизний винос. Два різьблені пінаклі з білого вапняку, встановлені на перетині ребер з ковзаном, надавали будівлі мальовничість та оригінальність.

## Історія

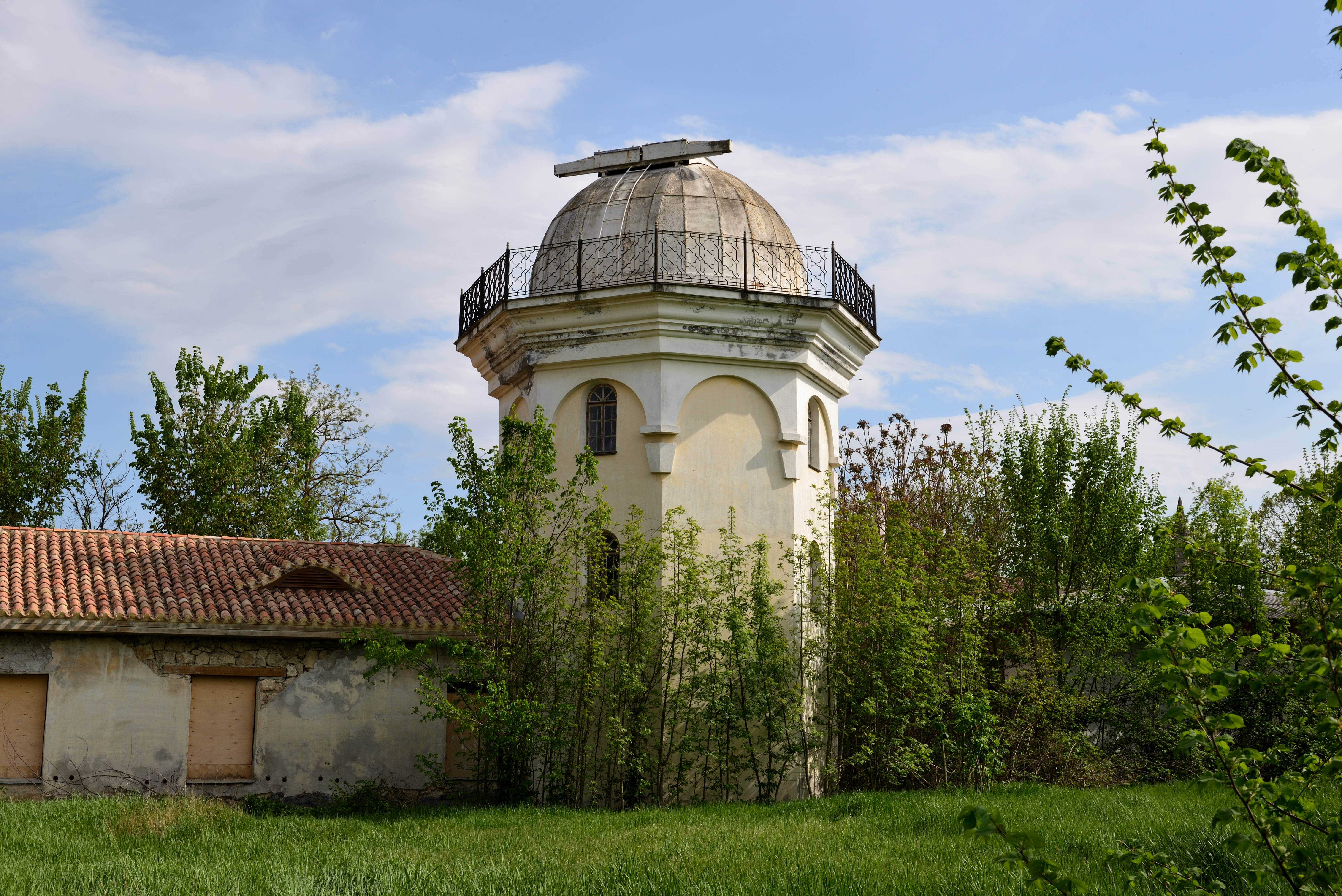
Садиба П. С. Палласа, 2018 рік

Вважається, що найпершими господарями садиби у тодішньому передмісті були багаті кримські татари, що емігрували з Криму до Туреччини.
Після цього тут, судячи з архівних документів, кілька років існував Михайлівський хутір. Потім хутір був придбаний дружиною академіка Петера-Симона Палласа Кароліною Іванівною з торгів 6 березня 1795 року. Він включав великий кам'яний будинок із двором, служби, водяний млин зі ставком та фруктовий сад. Садиба, названа Палласом на честь дружини Каролінівкою, перетворилася на центр світського життя кримської столиці.
Постійними гостями Палласа були і представники міської знаті, і багато відомих мандрівників, що проїжджали через Сімферополь. У будинку вченого зберігалося велике зібрання рідкісних картин, гравюр, багата бібліотека, багато гербаріїв, геологічна та археологічна колекції. Можна сказати, що саме завдяки йому почалася історія парку «Салгірка»: вчений розбив поблизу будинку сад, куди привозив рідкісні рослини.

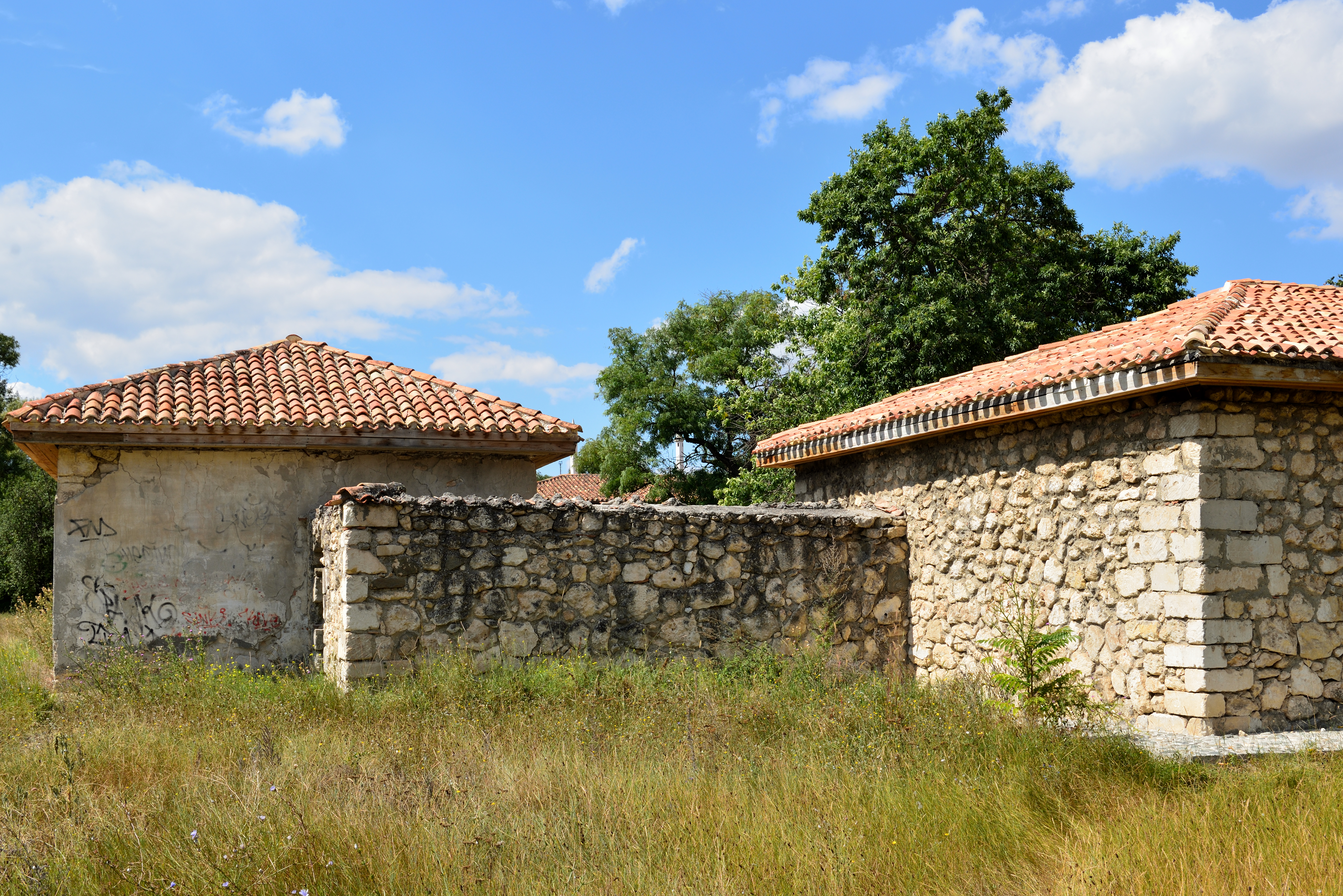
Садиба П. С. Палласа, 2020 рік

Проживши у будинку 8 років, Паллас вирішив його продати для потреб громадянського губернатора. Була призначена ціна 14 000 рублів. З опису головного корпусу будівлі випливало, що у будинку перебувало «20 кімнат, рахуючи передню та сіни; у двох флігелях, дерев'яному та тиновому, 13 приміщень, у тому числі кухня, каретна комора, сарай, льодовик, стайня та приміщення для прислуги». Будинок із трьох боків обнесений кам'яною стіною, а з переднього боку кам'яним цоколем, з дерев'яною балюстрадою. На протилежному фасаді головного корпусу та флігелях влаштовані галереї та коридори. У січні 1805 року будинок академіка Палласа був придбаний казенним відомством для проживання в ньому цивільного губернатора Тавриди Д. Б. Мертваго, поміщика Оренбурзького, запрошеного в Крим на високу посаду.
У 1824 р. садиба перейшла у володіння Н. Ф. Наришкіна. Новим власником двір, утворений панським домом та флігелями служб, з півночі був замкнутий господарським корпусом (стайня, каретний сарай). Садиба отримала компактну композицію житлових та господарських будівель, організованих за периметром прямокутного двору.
У 1836 р. маєток було придбано М. С. Воронцовим, члени сім'ї якого володіли ним близько 50 років. У цей період садиба була значно перебудована: панський будинок зазнав капітального ремонту, на місці застарілих служб споруджено нові флігелі, зі східного боку комплексу з'явився хлів, був закритий млин. На території маєтку за участю відомого ботаніка Х. Х. Стевена (засновник Нікітського ботанічного саду в Ялті) було розбито парк «Салгірка». Наприкінці ХІХ ст. садиба перейшла до скарбниці.
У 1895 р. у ній відкрилася Школа садових робітників, у 1913 р. реорганізована на помологічну станцію. Характер будівельних заходів цього часу невідомий. Після скасування станції будівлі тривалий час використовувалися як житло і зазнали суттєвого перепланування. Найбільші пошкодження садиба зазнала з початком у 1981 р. ремонтно-реставраційних робіт. Під час розчищення комплексу від пізніх нашарувань було зруйновано хлів. У ході реставрації було розібрано господарський корпус, а його копію виконано зі зміщенням на 9 метрів у глиб двору. Остаточна втрата об'ємно-планувальної структури ансамблю відбулася у частині північно-західного флігелю та зведенням на території садиби вежі-телескопа. На сьогодні більш-менш зберігся лише колодязь, він досі на своєму первісному місці, глибиною метрів п'ять, з гарною водою, і так званий хазяйський будинок.